# Committed Information Rate
Committed Information Rate, CIR – przepustowość, jaką usługodawca gwarantuje klientowi przy zachowaniu parametrów jakościowych, takich jak opóźnienie, poziom traconych ramek itd. Parametr CIR jest uśredniany w czasie (zwykle bardzo krótkim), ponieważ klient najczęściej wysyła ramki do dostawcy usługi z prędkością interfejsu (np. 10 Mbit/s albo 100 Mbit/s), a nie z prędkością ustaloną przez CIR (np. 2 Mbit/s). Wartość parametru CIR równa zeru oznacza usługę niegwarantowaną (ang. Best Effort).
CIR oznacza również skrót od Consumer Infrared, czyli urządzeń wyposażonych w złącze podczerwieni zdolne do sterowania urządzeniami z dużego dystansu – np. 9 metrów, tak jak pilot bezprzewodowy.